# Waffenkammer

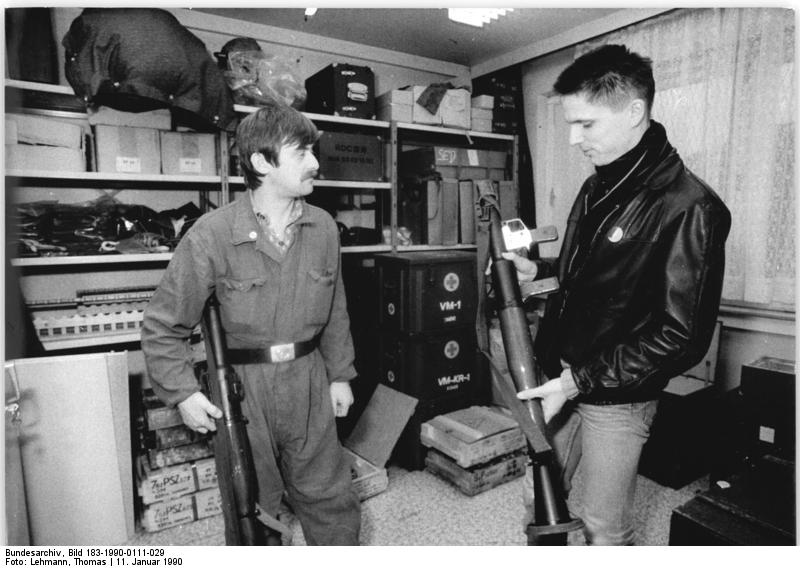
Waffenkammer einer ehemaligen DDR-Grenzstelle

Eine Waffenkammer (WaKa) ist ein abschließbarer Raum bei verschiedenen Einrichtungen, in denen Waffen unter festgelegten Sicherheitsbedingungen eingelagert werden können. Die Verpflichtung zur Aufbewahrung von Waffen in gesicherten Behältnissen oder Räumen ergibt sich in Deutschland unter anderem aus § 36 Waffengesetz 2002  „Aufbewahrung von Waffen oder Munition“. Aus dem Gesetz ergibt sich auch, dass die Munition getrennt von Schusswaffen aufzubewahren ist.

## Armee
Bei der Armee (in Deutschland die Bundeswehr) werden in der Regel Faustfeuerwaffen (Pistolen, Maschinenpistole),
Gewehre (inkl. Maschinengewehr) sowie kleine und große Panzerfaust gelagert. Zuständig für die Waffenkammer ist
der Waffen- und Gerätewart auch Waffenkammerunteroffizier (WaKaUffz) (Dienstgrad bis Stabsunteroffizier), der auch für die Pflege und Instandhaltung der
Waffen verantwortlich ist (unter anderem „Waffenreinigen“, allerdings meist durchgeführt von unteren Dienstgraden in speziell angesetzten Reinigungsstunden).

## Polizei
Bei Polizeibehörden werden in der Waffenkammer Dienstpistolen, Maschinenpistolen (MP5) und Reizstoffsprühgeräte aufbewahrt. Dies gilt im Allgemeinen für geschlossene Einheiten, wie die Bereitschaftspolizeien (BePo) der Länder.
Im Polizeivollzugsdienst gilt, die Pistole und Pfeffersprühgerät ist dem einzelnen Beamten persönlich zugeteilt und wird eigenverantwortlich verwahrt. Zustandsüberprüfungen werden in regelmäßigen Waffenrevisionen durchgeführt. Die MP5 wird -je nach Bundesland- in der Regel in eigens konstruierten Waffenbehältern im Streifenfahrzeug mitgeführt.

## Schießsport
Bei Schützenvereinen werden die vereinseigenen Wettkampfwaffen (Luftpistole, Luftgewehr, Kleinkaliberwaffen und andere) in der Waffenkammer aufbewahrt, meist noch zusätzlich eingeschlossen in Waffenschränken. Die Schlüsselgewalt über die Waffenkammer darf nur von berechtigten Personen ausgeübt werden. Bei deutschen Schützenvereinen ist dazu ein Sachkundenachweis erforderlich.

## Historische Waffen
In alten Burgen und Schlössern werden in den Waffenkammern historische Waffen auch als Waffensammlungen ausgestellt.
Eine der bedeutendsten Sammlungen historischer Waffen befindet sich im Tower von London. Bei der Ausstellung historischer Waffen sind die gesetzlichen Sicherheitsanforderungen weniger streng als bei aktuellen Waffen, da auch Aspekte des Kultur- und Denkmalschutzes eine Rolle spielen.

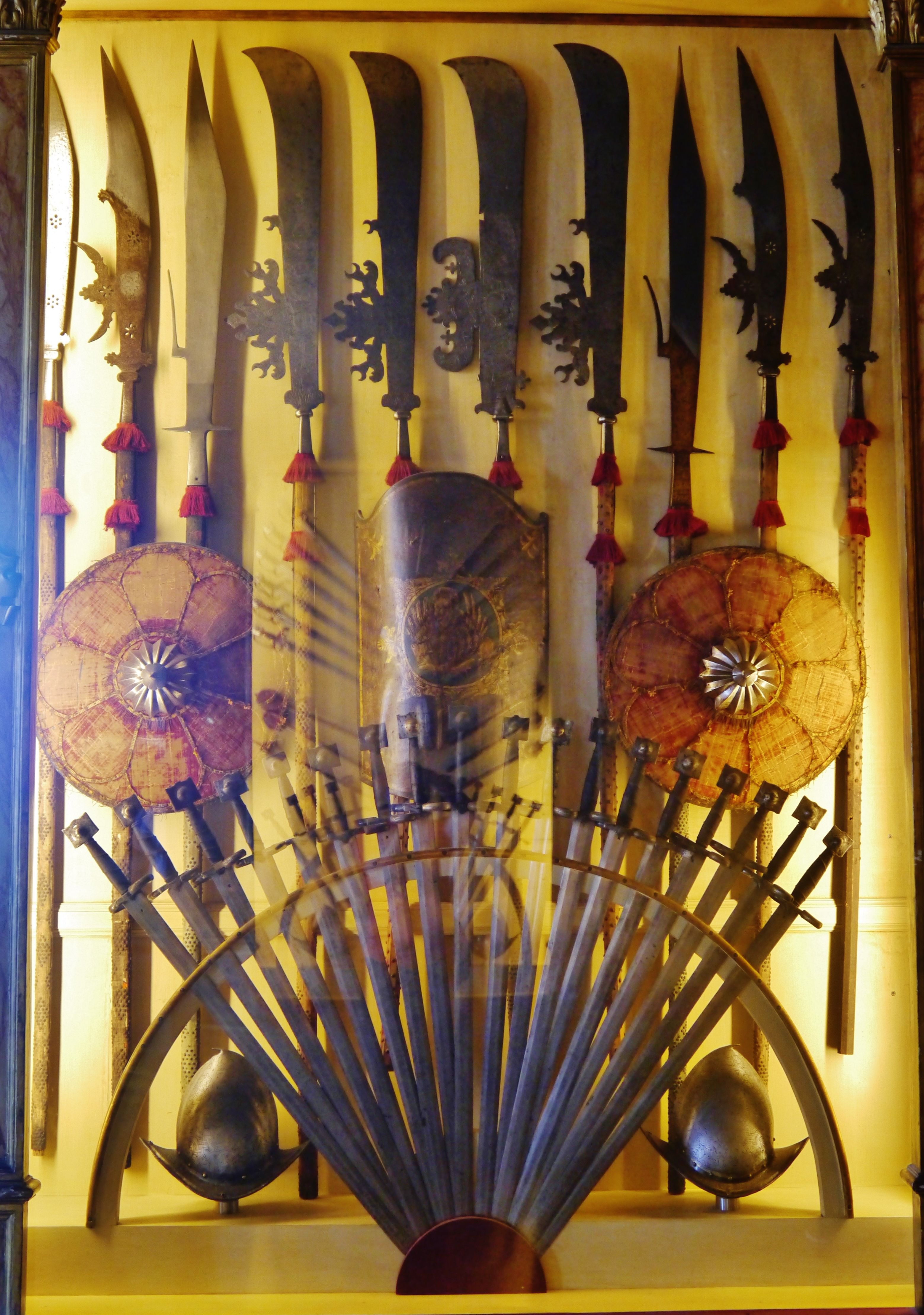
Waffenkammer im Dogenpalast, Venedig
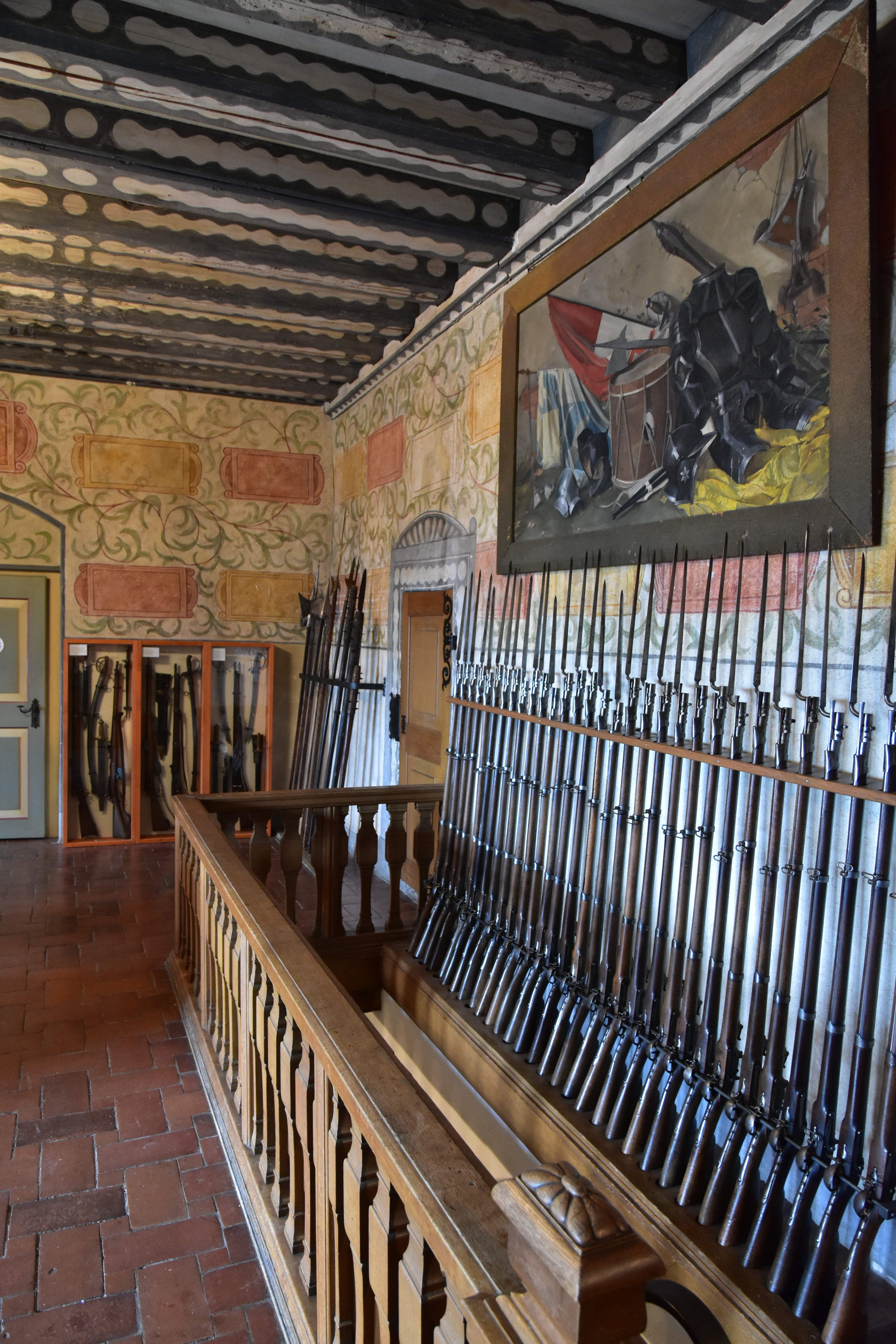
Waffenkammer im Schloss Uster, Schweiz
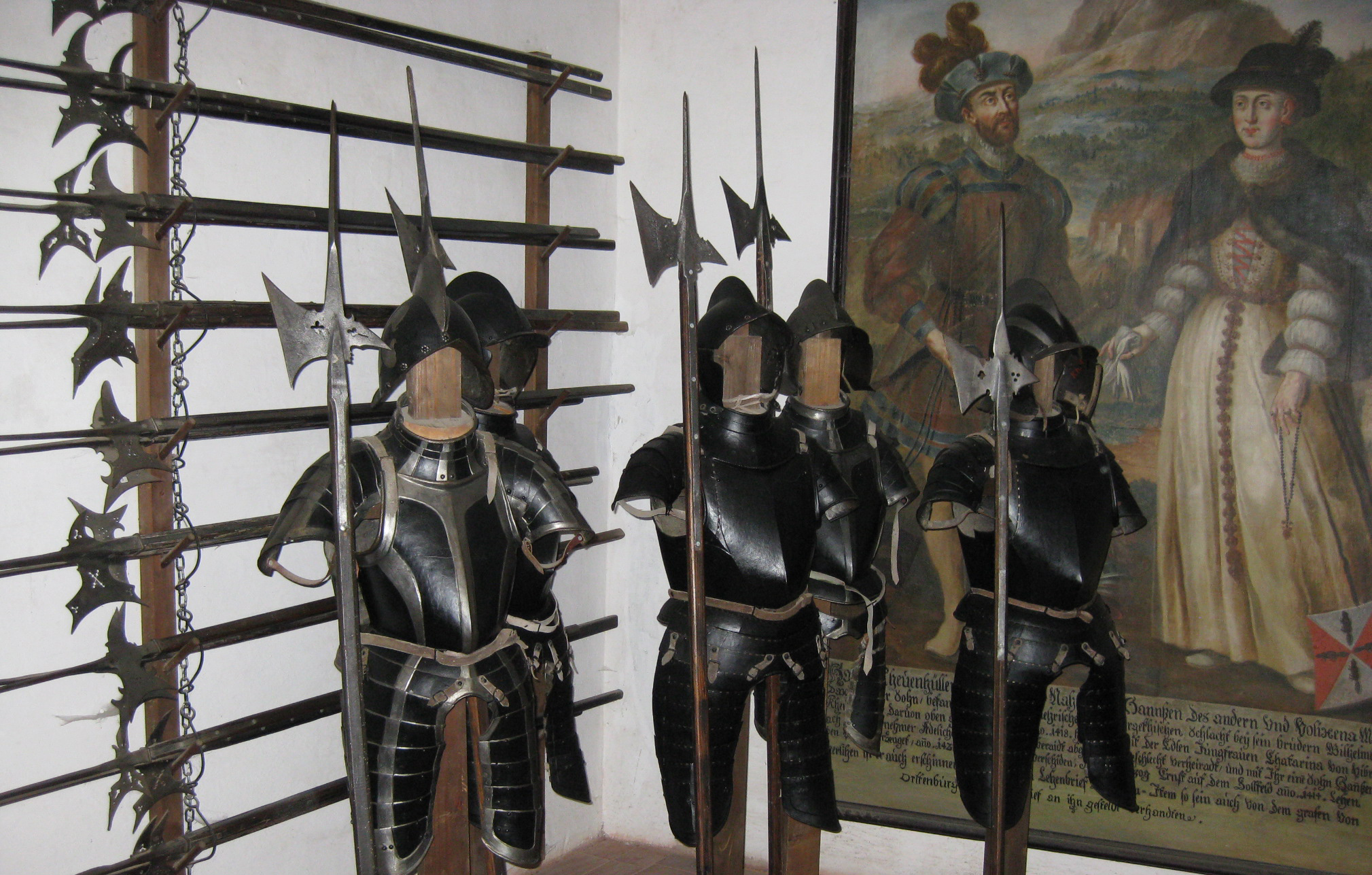
Historische Waffen und Rüstungen auf der Burg Hochosterwitz, Österreich
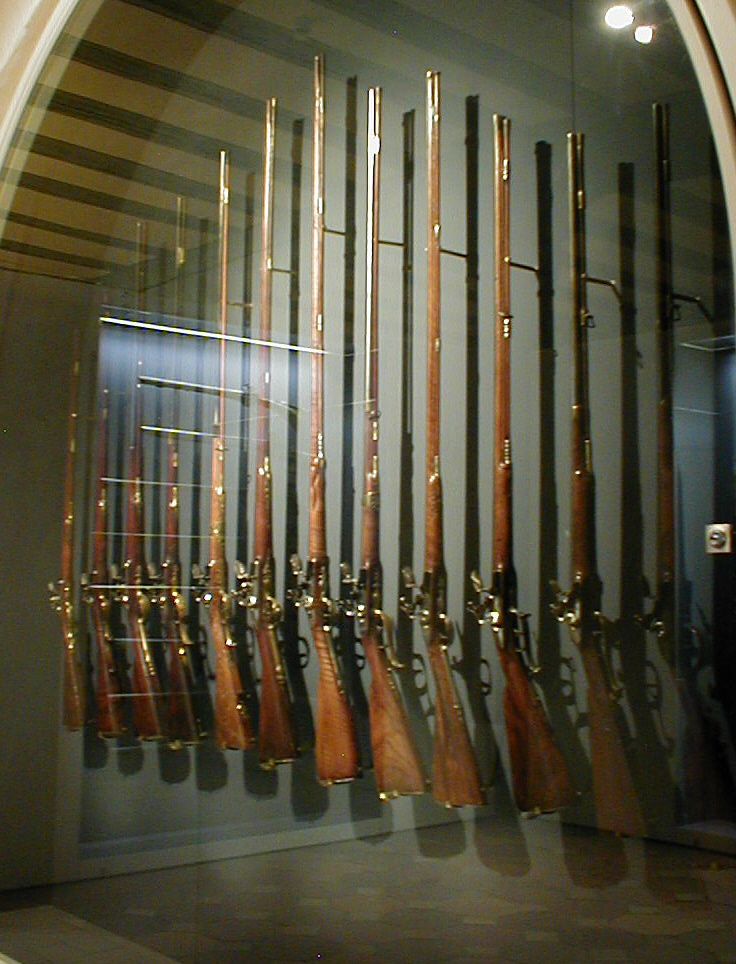
Waffensammlung auf dem Jagdschloss Kranichstein bei Darmstadt
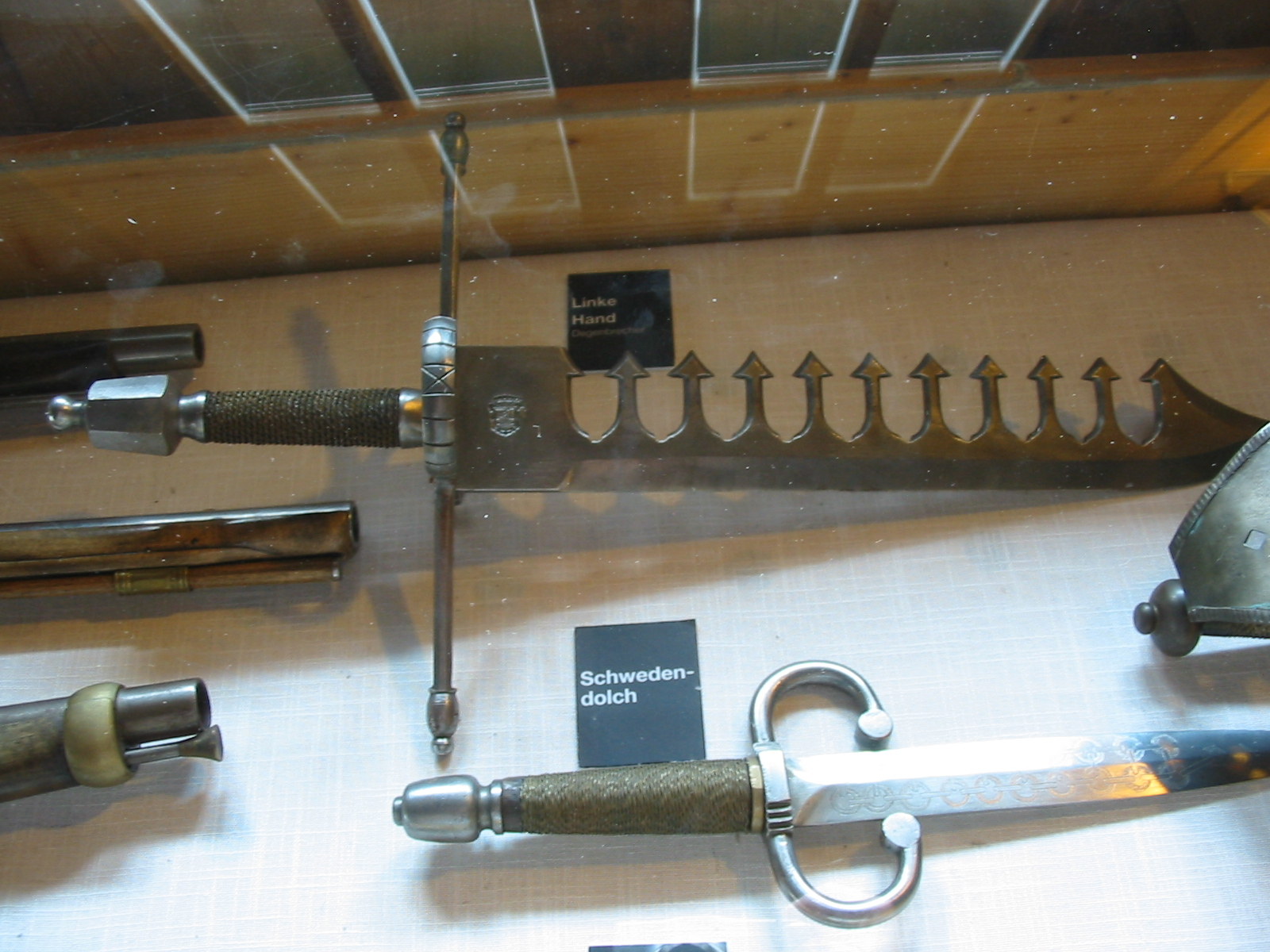
Dolche, Teil der historischen Waffensammlung auf Schloss Ulmerfeld, Österreich
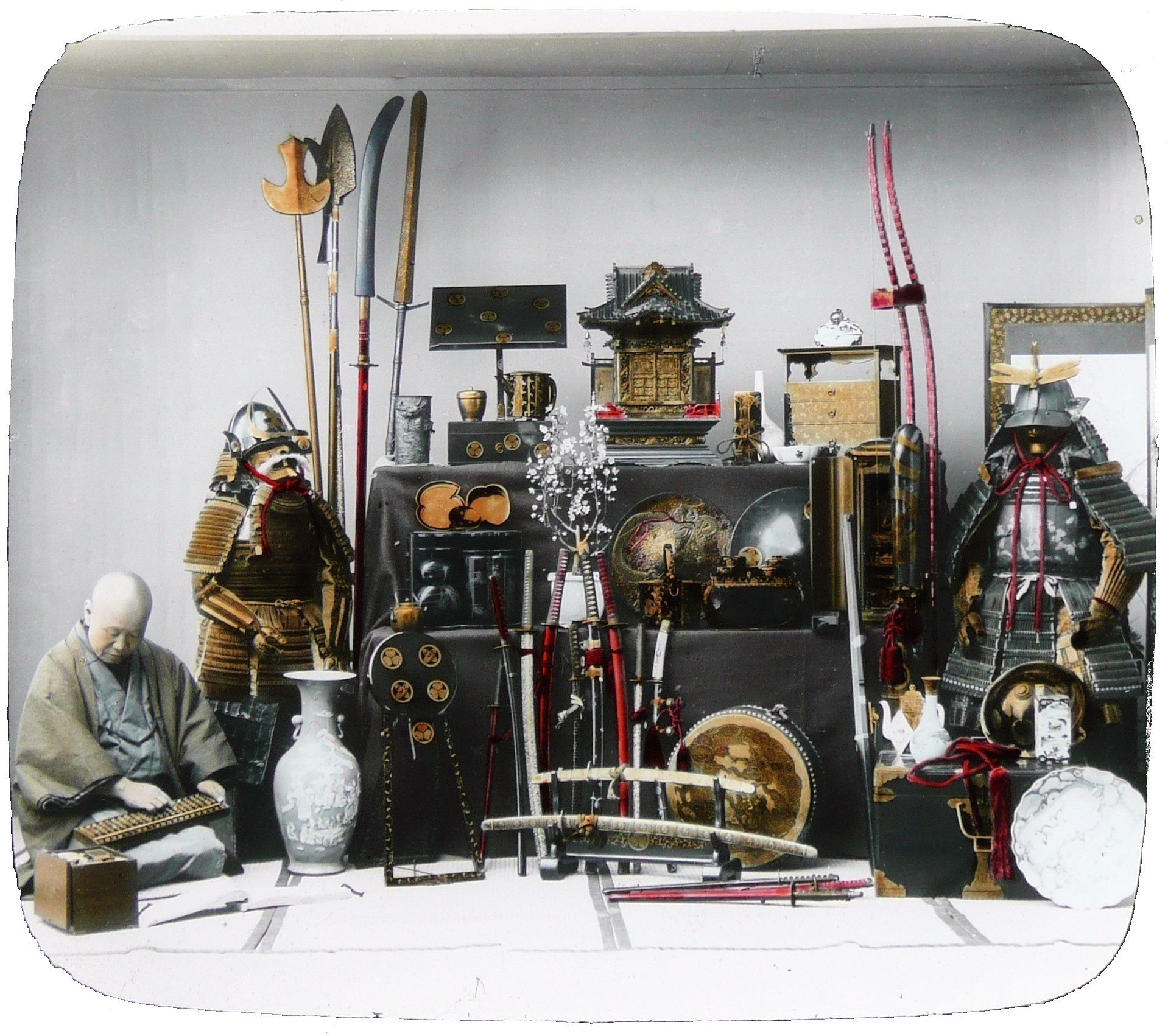
Historische Samurai-Waffenarsenal, Japan